# IClone
IClone (укр. Айклон) — програма для тривимірної анімації і рендерингу, яка дозволяє користувачам створювати анімаційні 3D-фільми. Примітна тим, що це одна з небагатьох анімаційних програм (двома іншими є Muvizu і Autodesk MotionBuilder), які використовуються в режимі реального часу за принципом «WYSIWYG», щоб аніматори бачили результати своєї роботи негайно. Останньою версією є IClone 7, видана в 2017. Основні сфери використання IClone — це розробка відеоігор і створення машинім.

## Можливості
IClone забезпечує такі можливості з анімації персонажів як: повна лицьова і скелетна анімація людини і тварин; редагування рис зовнішності та одягу; генерування 3D моделі обличчя на основі фото; автоматична анімація губ під мову.
Часова шкала анімації: додавання і видалення об'єктів; переміщення, копіювання і вставка ключових кадрів, установка кількох камер одночасно.
Додавання контенту: IClone відрізняється від аналогів, пропонуючи користувачам вільне використання всього контенту, який вони створюють створеного за допомогою цього програмного забезпечення, навіть при використанні платного контенту із власної бібліотеки компанії Reallusion. Користувачі можуть придбати моделі персонажів, одягу, предмети, пози тощо, не виходячи з IClone.
Імпорт та експорт файлів: програма передбачає імпорт до проекту зображень форматів JPG, BMP, GIF, TGA, PNG, відео AVI, WMV і аудіо MP3, WAV. Можливий імпорт спрайтового відео. Фінальний продукт може зберігатися в JPG, BMP, PNG, TGA, або WMV, AVI, MP4. IClone дозволяє створювати стереоскопічні зображення й відео в роздільності по 4K включно.